# オロフ・ファンダールミューレン
オロフ・ファンダールミューレン（Olof van der Meulen、1968年11月8日 - ）は、オランダの男子バレーボール選手。ポジションはオポジット。元オランダ代表。

## 来歴
スネーク出身。地元スネークのクラブでバレーボールを始める。国内で経験を積んだのち、1990年からイタリア・セリエAでプレー。1997年からVリーグ（現プレミアリーグ）のNECブルーロケッツに入団した。
第5回Vリーグでは優勝に貢献、最高殊勲選手賞を受賞した。続く天皇杯・皇后杯第48回黒鷲旗全日本バレーボール選手権大会でもチームを優勝へ導き、ベスト6に選出された。
オランダ代表では、1992年バルセロナオリンピックで銀メダル、1996年アトランタオリンピックで金メダル獲得にそれぞれ貢献した。

## 球歴
- オリンピック - 1992年（銀メダル）、1996年（金メダル）
- 世界選手権 - 1994年（銀メダル）
- ワールドカップ - 1995年（準優勝）
- ワールドリーグ - 1996年（優勝）

## 所属クラブ
- Animo Sneek（1986-1990年）
- Gabeca Montichiari（1990-1991年）
- オランダナショナルチーム（1991-1992年）
- Com Cavi Napoli（1992-1995年）
- Colmark Brescia（1995-1997年）
- NECブルーロケッツ（1997-2000年）